# Eduardo de Freitas Teixeira
Eduardo de Freitas Teixeira (Bom Jesus do Itabapoana, 1954) é um economista brasileiro.
Formado em economia pela Universidade Federal do Rio de Janeiro (UFRJ) com mestrado em economia pela mesma instituição. No setor público foi funcionário de carreira do Banco Central do Brasil, (1977-1998), secretário adjunto de assuntos econômicos do Ministério da Fazenda ((1985-1988), membro do Conselho Fiscal da Caixa Econômica Federal (1986-1988), membro do Conselho Fiscal do Banco do Brasil (1987-1989), presidente do Conselho de Administração do Banco do Brasil (1990), membro do Conselho de Administração de Itaipu Binacional (1990-1991), secretário executivo do Ministério da Economia (1990), Ministro da Infraestrutura do Brasil (1991) e Presidente da Petrobras (1990-1991) no governo. No setor privado fundou e administra a empresa de consultoria Creta Planejamento, foi diretor financeiro e membro do Conselho de Administração da HRT Participações (2009-2012) e membro do Conselho de Administração de Viracopos S/A (2015-2018). É membro do Conselho de Administração e do Comitê de Auditoria  da Empresa Metropolitana de Águas e Energia (EMAE) e da Companhia de Saneamento Básico do Estado de São Paulo (SABESP).